# 吾輩は猫である
『吾輩は猫である』（わがはいはねこである）は、夏目漱石の長編小説であり、処女小説である。1905年（明治38年）1月、『ホトトギス』にて発表されたのだが、好評を博したため、翌1906年（明治39年）8月まで連載は継続した。上、1905年10月刊、中、1906年11月刊、下、1907年5月刊。
中学の英語教師珍野苦沙弥（ちんのくしゃみ）の家に飼われる猫が、主人や家族、あるいはそこに集まる迷亭、寒月、東風、独仙らといった高等遊民たちの言動を観察・記録して、人間の愚劣さや滑稽さ、醜悪さを痛烈に批判し、嘲笑するという趣向の小説である。作中では金権主義の実業家に対する罵倒など、漱石の正義感が遺憾なく吐露される一方で、知識人漱石の深い厭世観に根ざす文明批評が、滑稽味と独特に混淆して表現されている。
なお実際、本作品執筆前に、夏目家に猫が迷い込み、飼われることになった。その猫も、ずっと名前がなかったという。

## 概要
「吾輩は猫である。名前はまだ無い。どこで生れたかとんと見当がつかぬ。」という書き出しで始まり、中学校の英語教師である珍野苦沙弥の家に飼われている猫である「吾輩」の視点から、珍野一家や、そこに集う彼の友人や門下の書生たち、「太平の逸民」（第二話、第三話）の人間模様が風刺的・戯作的に描かれている。

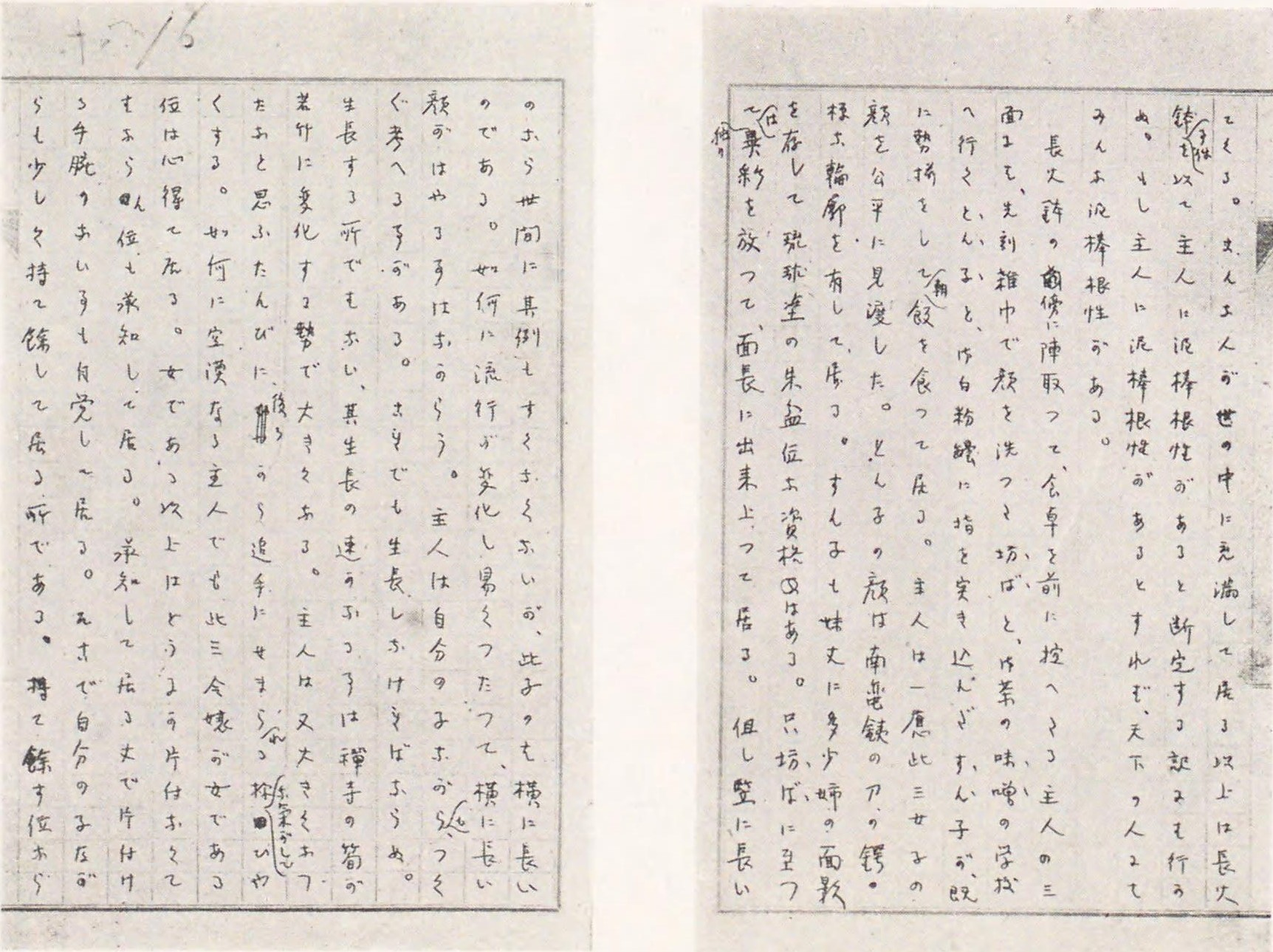
『吾輩は猫である』原稿の一部

漱石が所属していた俳句雑誌『ホトトギス』では、小説も盛んになり、高浜虚子や伊藤左千夫らが作品を書いていた。こうした中で虚子に勧められて漱石も小説を書くことになった。
現在の『吾輩は猫である』（第一話）に相当する文章は、当初は一話のみの読み切りとして執筆され、虚子らの文章会「山会」1904年12月で朗読され好評を博した。そのため第一話は単体で終了しても良い形でまとめられたものであった
。これを漱石の許可を得た上で虚子が修正し、タイトルに相当するものが未定であったものを高浜虚子が決め、1905年1月に『ホトトギス』上で発表した。これが好評になり、虚子の勧めで翌年8月まで、全11回連載し、掲載誌『ホトトギス』は売り上げを大きく伸ばした（元々俳句雑誌であったが、有力な文芸雑誌の一つとなった）。
語られる話題のいくつかについて、漱石の日記・断片第五から第七までに類似した記述が複数あることが分かっており、漱石が日々構想・着想していた事の作品化でもあった。寒月の身投げの話は寒川鼠骨から、「首つりの力学」は寺田寅彦から聞いたものであり、他にもまた古代ギリシャ文学から当代の明治文学やイギリス文学まで広範に取材引用され（但しその引用の正確性については迷亭の設定のごとく現在の研究においても疑惑がある）、あるいは読者からの手紙や批評家の記述なども作品創作において利用されている。
「吾輩は猫である」の着想については、小説連載途中の1906年（明治39）5月に漱石の友人の藤代素人が『新小説』に「猫文士気燄録」を発表し、その中でドイツロマン派の文学者E.T.A.ホフマンの長編小説『カーテル・ムル（牡猫ムルの人生観）』（1820）の存在を指摘しており、漱石はこれを受け同年8月に発表された本作最終回（第十一）の作品の中で猫の独白の形で、驚きとともにやんわりと否定的に言及している。石崎等によれば漱石は文学史上、ホフマンの猫の存在は知っていた可能性があるかもしれないが、読んでいたという確証はなく、また本作からはその形跡を認めることはできないとし、第十一話ではドイツ産の「カーテル・ムルという見ず知らずの同族」などまったく眼中になかった様子がうかがわれるとしている。
一般には『吾輩は猫である』の構成は『トリストラム・シャンディ』の影響を強く受けたものと考えられている。
自筆原稿の行方は分からなくなっているが、一部は現存が確認されている。

## 登場する人物と動物

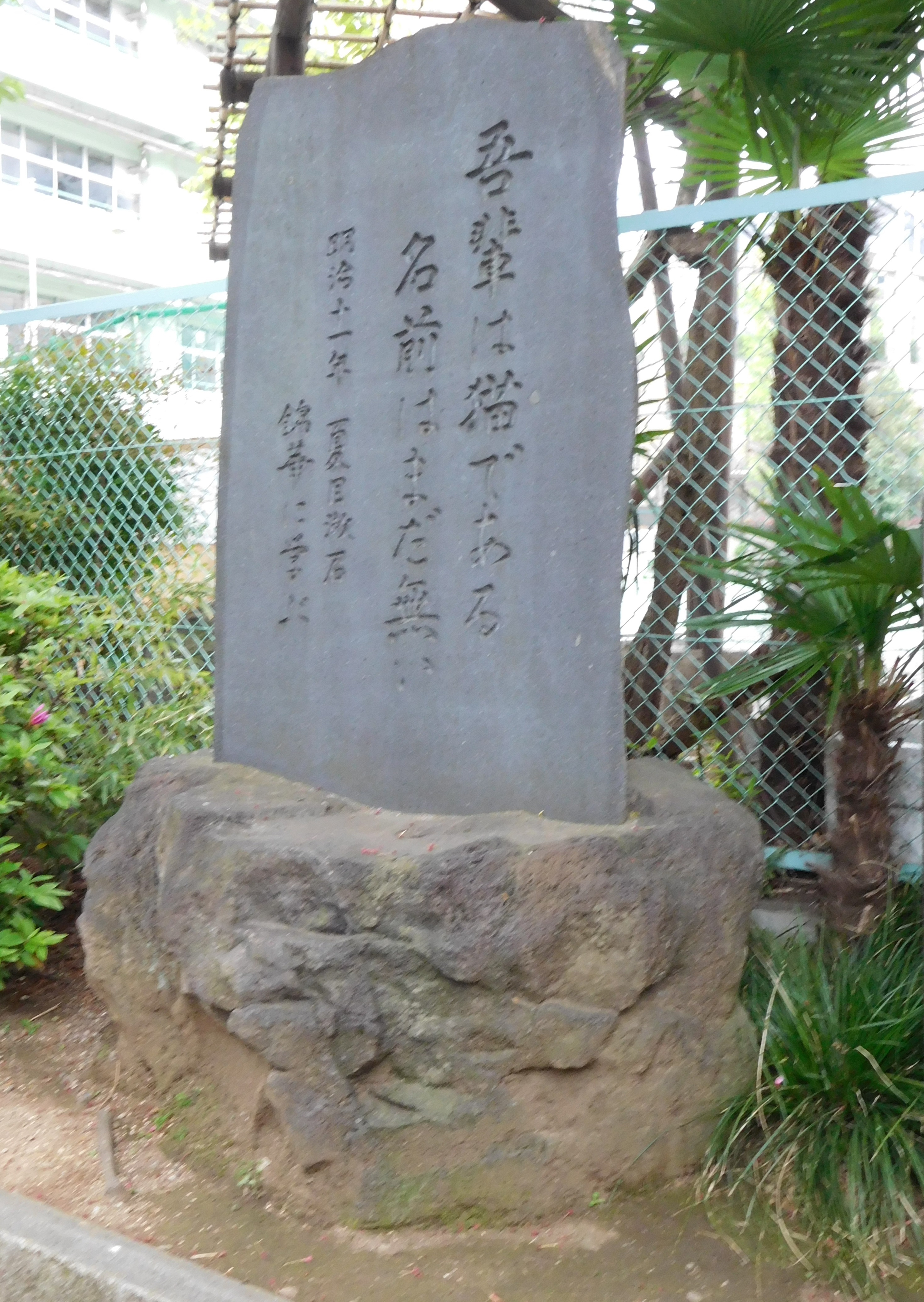
漱石の母校・錦華小学校（現・千代田区立お茶の水小学校）の前にある「吾輩は猫である」の記念碑

吾輩（主人公の猫）
珍野家で飼われている雄猫。本編の語り手。「吾輩」は一人称であり、彼自身に名前はない。人間の生態を鋭く観察したり、猫ながら古今東西の文芸に通じており哲学的な思索にふけったりする。人間の内心を読むこともできる。日本の猫だから無論日本贔屓で、多少の愛国心もあるとのこと。三毛子に恋心を抱いている。最後は飲み残しのビールに酔い、水甕に落ちて出られぬまま溺れ死ぬ（第十一話）。毛色は淡灰色の斑入（第六話）、本人曰く「ペルシャ産の猫のごとく黄を含める淡灰色に漆の如き斑入りの肌を有している」とのこと。生年は、苦沙弥先生が猫を描いた年賀状を見ながら「今年は征露の第二年目」と呟いていること（第二話）から1905年（明治38年）とわかるので、その前年の1904年（明治37年）生まれ。年齢は、第七話では「去年生れたばかりで、当年とつて一歳だ」、第十一話では「猫と生れて人の世に住む事もはや二年越し」。
三毛子
隣宅に住む二絃琴の御師匠さんの家の雌猫。「吾輩」を「先生」と呼ぶ。猫のガールフレンドだったが風邪をこじらせて死んでしまった（第二話）。「吾輩」が自分を好いていることに気付いていない。
車屋の黒
大柄な雄の黒猫。べらんめえ調で教養がなく、大変な乱暴者なので「吾輩」は恐れている。しかし、魚屋に天秤棒で殴られて足が不自由になる（第一話）。
白
軍人の家に飼われる猫。吾輩に尊敬される。子猫を四匹産むが全て書生に棄てられたことを嘆く。第三話以降は登場しない。
珍野 苦沙弥（ちんの くしゃみ）
猫「吾輩」の飼い主で、中学校の英語教師（リーダー専門）。父は場末の名主で（第九話）、その一家は真宗（第四話）。年齢は、学校を卒業して9年目か（第五話）、また「三十面（づら）下げて」と言われる（第四話）。妻と3人の娘がいる。偏屈な性格で、胃が弱く、ノイローゼ気味である（漱石自身がモデルとされる）。あばた面で、くちひげをたくわえる。その顔は今戸焼のタヌキとも評される（第三、八、十話）。頭髪は長さ二寸くらい、左で分け、右端をちょっとはね返らせる。吸うタバコは朝日。酒は、元来飲めず（第十一話）、平生なら猪口で2杯（第七話）。わからぬもの、役人や警察をありがたがる癖がある（第九話）。なお胃弱で健康に気を遣うあまり、タカジアスターゼを飲み、按腹もみ療治を受け悶絶したりとかなりの苦労人でもある。
迷亭（めいてい）
苦沙弥の友人の美学者。ホラ話で人をかついで楽しむのが趣味の粋人。近眼で（第六話）金縁眼鏡を装用し、銀煙管に金唐皮の烟草入を使用する。母や伯父は静岡におり、洋行しようと思えばできるほどの金持ち（第二話）だが独身（第六話）。
美学者大塚保治がモデルともいわれるが漱石は否定している。漱石の妻鏡子の著書『漱石の思ひ出』には、漱石自身が自らの洒落好きな性格を一人歩きさせたのではないかとする内容の記述がある。
水島 寒月（みずしま かんげつ）
苦沙弥の元教え子の理学士で、苦沙弥を「先生」とよぶ。戸惑いしたヘチマのような顔（第四話）。高校生時代からバイオリンをたしなむ。第三話で富子の母の口から、寒月から富子に惚れたと語られるが、吾輩の見立てでは富子が寒月に一方的に恋慕している（第五話）。故郷は鰹節の名産地（第十一話）。吸うタバコは朝日と敷島。門下生の寺田寅彦がモデルといわれる。
越智 東風（おち とうふう）
新体詩人で、寒月の友人。「おち こち」と自称している。迷亭たちとの朗読会に金田富子を招待し、後日富子に捧げる五六十枚ほどの詩を書く（第六話）。人間が絶対の域に至る道は芸術と恋であり、夫婦の愛が愛の代表であるから未婚でいることは天の意志にそむくことになるという（第十一話）。
八木 独仙（やぎ どくせん）
哲学者。長い顔にヤギのような髭を生やし、深遠な警句を語る。40歳前後。高木によれば第三話で曽呂崎（天然居士）としても言及される米山保三郎がモデル。
甘木先生
苦沙弥の主治医、温厚な性格。苦沙弥に乞われ催眠術をかけるが、かからなかった。モデルは尼子四郎と考えられており、執筆時の漱石宅の隣人で、漱石の妻・夏目鏡子が述べているように、四郎は夏目家の家庭医でもあった。
金田（かねだ）
近所の実業家。苦沙弥に嫌われている。苦沙弥をなんとかして凹ませてやろうと嫌がらせをする。
金田 鼻子（はなこ）
金田の細君。寒月と自分の娘との縁談について珍野邸に相談に来るが、横柄な態度で苦沙弥に嫌われ、迷亭による容貌への揶揄は寒月からヒヤヒヤと反応された（第三話）。巨大な鍵鼻の持ち主で「鼻子」と「吾輩」に称される（鼻が大きくて「鼻の圓遊」と呼ばれた明治の落語家初代（実際は三代目）三遊亭圓遊にヒントを得て創作されたという説がある）。年齢は40の上を少し超したくらい（第三話）。
金田 富子（とみこ）
金田の娘。母親似でわがままだが、巨大な鼻までは母親に似ていない。父母により多方面で縁談を周旋されており、寒月に対しても恋患いしているかのようにほのめかされている（第二話）。阿倍川餅が大の好物。
鈴木 籐十郎（すずき とうじゅうろう）
苦沙弥、迷亭の学生時代の同級生。工学士。九州の炭鉱にいたが東京詰めになる（月給250円＋盆暮の手当、第五話）。金田家に出入りし、金田の意を受けて苦沙弥の様子をさぐる。
多々良 三平（たたら さんぺい）
苦沙弥の家の元書生。肥前国唐津の出身。法学士。六つ井物産会社役員（月給30円、第五話）。貯蓄は50円。猫鍋をしきりと恩師である苦沙弥にすすめる（第五話）。
牧山（まきやま）
静岡在住の迷亭の伯父。漢学者。赤十字総会出席のため上京し、苦沙弥宅を訪問する。丁髷を結い、武士の暗器・鍛錬具である鉄扇（本人いわく兜割）を手放さない、まさしく旧幕時代の権化のような人物である（第九話）。
珍野夫人
珍野苦沙弥の細君。名前はない。英語や小難しい話はほとんど通じない。頭にハゲがあり、身長は低い（第四話）。いびきをかく（第五話）。漱石の妻鏡子がモデルとも。
珍野 とん子
珍野家の長女。「お茶の水」を「お茶の味噌」と、「元禄」を「双六」と、「火の粉」を「茸（きのこ）」と、「大黒（だいこく）」を「台所（だいどこ）」と、「裏店（うらだな）」を「藁店（わらだな）」と言うような、言葉間違いが多い。顔の輪郭は、南蛮鉄の刀の鍔のようである（第十話）。
珍野 すん子
珍野の次女。いつも姉のとん子と一緒にいる。顔は、琉球塗りの朱盆のようである（第十話）。
珍野 めん子
珍野家の三女。「当年とつて三歳」（第十話）。通称「坊ば」。「ばぶ」が口癖。顔は、横に長い面長（おもなが）（第十話）。
御三（おさん）
珍野家の下女。清（きよ）とも。主人公の猫「吾輩」を好いていない。埼玉うまれ（第八話）。睡眠中に歯ぎしりをする（第五話）。
雪江
第十話に登場する苦沙弥の姪で女学生。17、8歳。時々珍野邸に来て苦沙弥とケンカする。寒月に対し特別な感情を抱いているかのような写生がある。モデルは久保より江とされる。
二絃琴の御師匠さん
三毛子の飼い主。「天璋院様の御祐筆の妹の御嫁に行った先きの御っかさんの甥の娘」である。
古井 武右衛門（ふるい ぶえもん）
珍野の監督下の中学生。文明中学2年乙組。頭部が大きく毬栗頭。
吉田 虎蔵（よしだ とらぞう）
警視庁浅草警察署日本堤分署の刑事巡査。
泥棒陰士
水島寒月と酷似する容貌の窃盗犯。長身で、26、7歳。喫煙者。
八（や）っちゃん
車屋の子供。苦沙弥先生が怒る度泣くという嫌がらせを金田から依頼された。

## 構成
スターンやスウィフトなど近世ヨーロッパの「脱線文学」の伝統を受けた作品の系譜にあり、本作にはあらすじやストーリーめいたものは無い。森田草平によれば本作はその場かぎりのものとして書かれたものが世間の評判が良いからと次々と書き継いだものであり、話を引き延ばすために後から捏造してくっつけたような所があり、ある回を書くときは次の回の事などまるで腹案なく、極めて拘束されない自由な心持で「その日その日の風向き次第で出鱈目に」執筆されたものに違いないと言う。
作中には箴言めいた作者のエスプリがふんだんにちりばめられており、落語調や七五調など朗読したさい聞き手に印象的な表現が多用されている点に特徴がある。参加グループや連載誌が『ホトトギス』である点は軽視するべきでなく本作に含まれる俳諧趣味は重要な論点であるとの指摘がある。
第1話吾輩の最初の記憶は薄暗いじめじめした所でニャーニャー泣いていたことである。出生の場所は当人の記憶にない（とんと見当がつかぬ）。まもなく書生に見つけだされるが、その時書生が顔の真ん中から煙を吹いていたものがタバコであったことをのちに知る。書生の掌の上で運ばれ笹原に遺棄される。その後大きな池の前、何となく人間臭い所、竹垣の崩れた穴からとある邸内に入り込み、下女に何度もつまみ出されているところを主人である教師（苦沙弥）に拾われ住みつく。人間については飼い主の言動によりわがままであること、また白君や三毛君の話から不人情で泥棒も働く不徳者であると判断する。
第2話読者からの便りの紹介。寒月が来て苦沙弥と出かける。吾輩は蒲鉾を頂戴し御三や子供たちの旧悪を暴く。翌日苦沙弥は雑煮を食いタカジアスターゼを飲まない。日記の紹介。バルザックの命名の話。吾輩は雑煮を食って踊りを踊る。吾輩は三毛子に会いに行きお師匠さんの由緒を聞く。黒の気燄を蒙る。寒月の紹介状を持って東風が来る。トチメンボーを食べに行く話。苦沙弥は朗読会の賛成員を依頼される。迷亭からの年賀状の紹介。三毛子が病気になる。苦沙弥が巨人引力を邦訳している時に迷亭が来る。寒月が来る。行徳の俎。怪談話。三毛子が死去し、吾輩は恋に破れる。
第3話金田の妻が寒月のことを訊きに来て、寒月が博士にならなければ娘の富子と結婚させないという。
第4話吾輩は金田邸に忍び込む。苦沙弥夫婦は口論する。鈴木が金田の意向を聞いて、寒月の様子を探りに来る。
第5話苦沙弥宅に泥棒が入る。刑事が来て告訴状を書く。多々良三平が来て猫鍋を勧める。吾輩はネズミ取りに失敗する。
第6話迷亭は帽子と万能鋏を自慢し蕎麦を食う。寒月、迷亭、東風による恋愛談義、女性論。
第7話吾輩は運動し、公衆浴場をのぞき見る。大町桂月の勧めによって苦沙弥は酒を四杯飲む。
第8話落雲館中学校生徒が苦沙弥宅の庭に野球ボールを打ち込み、苦沙弥は激高する。甘木先生の催眠術が苦沙弥に効かない。八木独仙が来て消極の修養を説く。
第9話苦沙弥はあばたと髭を気にし、天道公平からの手紙を賞賛する。迷亭が伯父の牧山と共に苦沙弥宅を訪れる。名目読みの話。刑事吉田虎蔵が泥棒を連れ面通しに来る。
第10話苦沙弥は細君に起こされ娘たちと朝飯を済ませ日本堤分署に盗品を受け取りに行く。雪江が遊びに来る。古井が自分の名義で金田の娘に恋文を送られ、退校処分にならないかと心配して苦沙弥宅に来る。寒月が来て古井は帰り、苦沙弥は寒月と上野に出かける。
第11話主要人物の一堂会合。寒月のヴァイオリン話。寒月は球磨（たまみが）きでの博士号取得をやめ、故郷で結婚して妻を上京させていた。探偵憎悪、近代文明論、夫婦論、女性論。多々良三平は金田富子と婚約を確約した。カーテル・ムル。来客が帰ったあと、多々良の持ってきたビールの飲み残しに吾輩は酩酊し、「猫じゃ猫じゃ」を踊りたくなるほど陽気になり、水甕のなかに転落して水死する。

## 素材
主人公「吾輩」のモデルは、漱石37歳の年に夏目家に迷い込んで住み着いた、野良の黒猫である。この猫は1904年の初夏頃に千駄木の夏目の家に潜り込み、早稲田に転居した際にも連れて行かれたが、1908年9月13日に「物置（納屋）のヘツツイ（かまど）の上」で死亡した。その際、漱石は親しい人達に猫の死亡通知を出した。また、猫の墓を立て、書斎裏の桜の樹の下に埋めた。小さな墓標の裏に「この下に稲妻起る宵あらん」と安らかに眠ることを願った一句を添えた後、猫が亡くなる直前の様子を「猫の墓」（『永日小品』所収）という随筆に書き記している。毎年9月13日は「猫の命日」である。

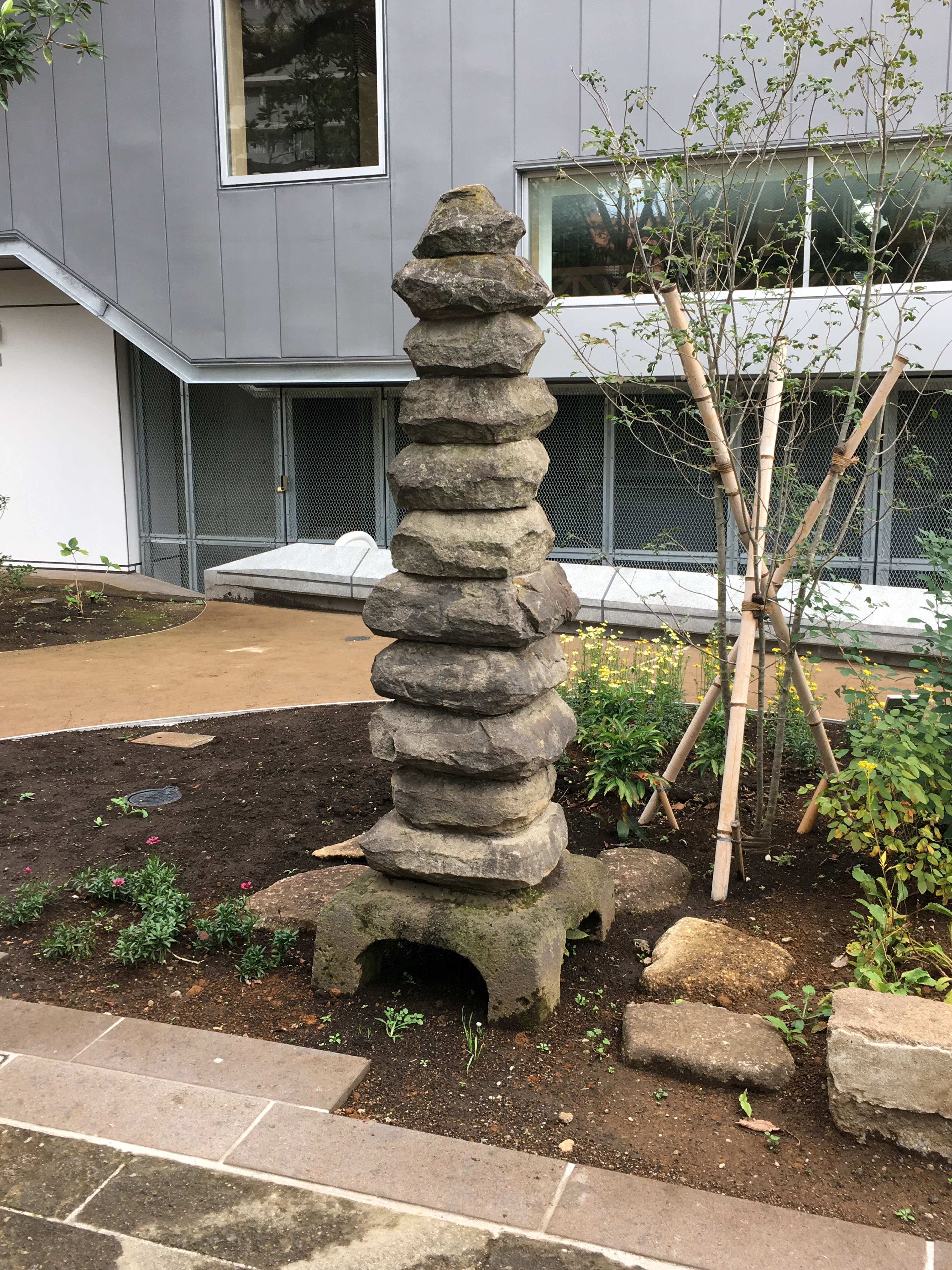
猫塚

『猫』が執筆された当時の漱石邸は東京市本郷区駒込千駄木町（現・文京区向丘2丁目）にあった。この家は愛知県の野外博物館・明治村に移築されていて公開されている。東京都新宿区早稲田南町の漱石山房記念館（漱石山房跡地）には「猫塚」があるが、戦災で焼損し戦後その残欠から復元したものだという。
最終回で、迷亭が苦沙弥らに「詐欺師の小説」を披露するが、これはロバート・バーの『放心家組合』のことである。この事実は、大蔵省の機関誌『ファイナンス』1966年4月号において、林修三によって初めて指摘された。同様の指摘は、1971年2月号の文藝春秋誌上で山田風太郎によっても行われている。
漱石は三代目柳家小さんなどの落語を愛好したが、『猫』は落語の影響が強く見られる作品である。
第三話にて寒月が講演の練習をする「首縊りの力学」は、漱石の弟子で物理学者・随筆家の寺田寅彦が提供した実在の論文、Samuel Haughton "On Hanging ; Considered from a Mechanical and Physiological Point of View" が基になっている。

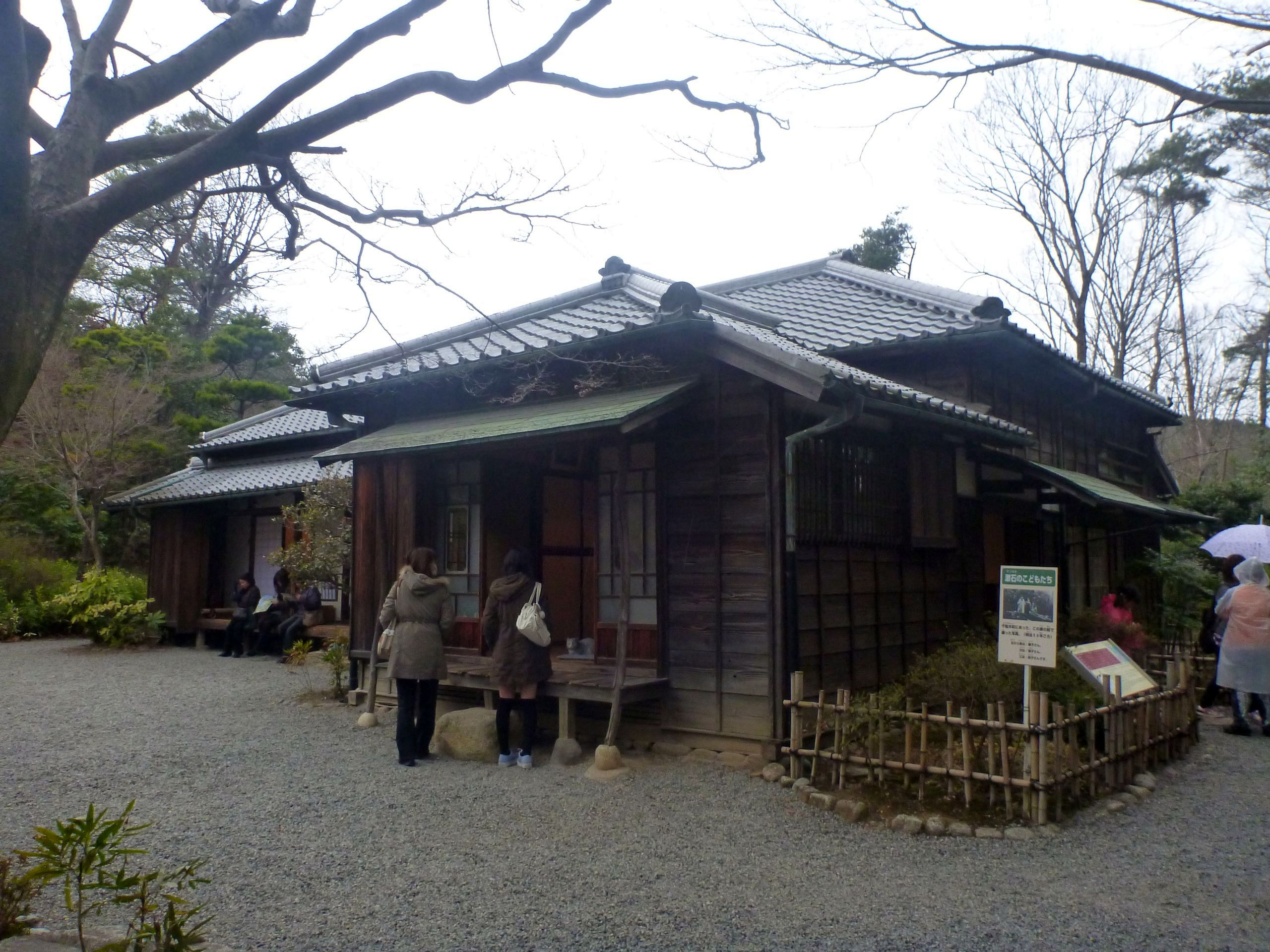
千駄木にあった旧漱石邸（愛知県・明治村に移築保存）
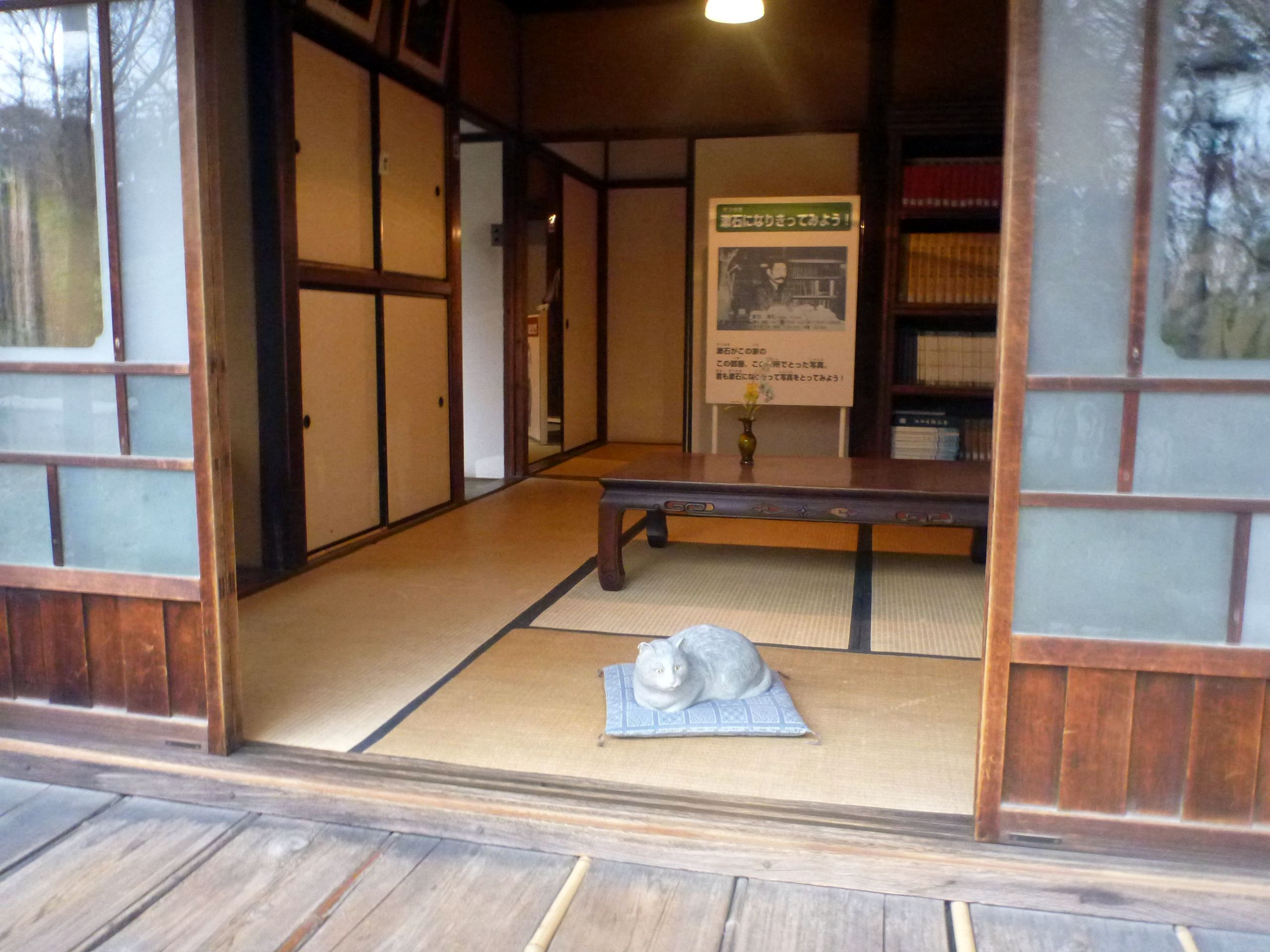
同左

## 書誌情報

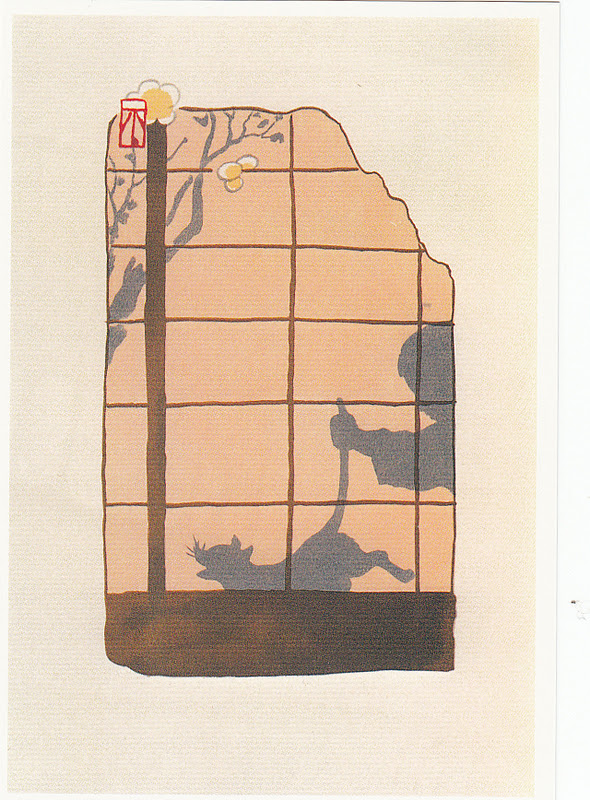
初版上巻の挿絵（中村不折筆）

1905年1月にのちの第1章に相当する部分が発表され、その後1905年2月（第2章）、4月（第3章）、5月（第4章）、6月（第5章）、10月（第6章）、1906年1月（第7章および第8章）、3月（第9章）、4月（第10章）、8月（第11章）と掲載された。
第1巻（第1章 - 第3章）は1905年10月6日に、第2巻（第4章 - 第7章）は1906年11月4日に、第3巻（第8章 - 第11章）は1907年5月19日に大倉書店と服部書店から刊行された。全1冊としては1911年に刊行された。1918年に岩波茂雄を代表とする漱石全集刊行会から漱石全集の第1巻に収録された（著作権者は長男の夏目純一）。初稿には無かったルビが付され、以降は各出版社により適宜ルビが付されるようになる。このためルビは出版社版ごとで一致しない箇所がある。
- 夏目金之助『吾輩ハ猫デアル』 上、大倉書店、1905年10月6日、290頁。NDLJP:888725。
- 夏目金之助『吾輩ハ猫デアル』 中、大倉書店、1906年11月4日、238頁。NDLJP:888726。
- 夏目金之助『吾輩ハ猫デアル』 下、大倉書店、1907年5月19日、218頁。NDLJP:888727。
- 夏目漱石『吾輩は猫である』漱石全集刊行会〈漱石全集 第1巻〉、1918年1月1日、606頁。NDLJP:957303。
- 夏目漱石 著、東洋文芸研究会 編著 編『漱石名作選集』（20版）坂東三弘社、1934年6月28日（原著1925年11月30日）。NDLJP:1106011/5。
- 夏目漱石『吾輩ハ猫デアル』 全3冊、日本近代文学館(出版) 図書月販(発売)〈近代文学館 名著複刻全集 35〉、1968年。 - 大倉書店・服部書店刊（1905-1907）の複製。
  - 夏目漱石 著、名著複刻全集編集委員会 編『吾輩ハ猫デアル』 全3冊、日本近代文学館(出版) ほるぷ(発売)〈漱石文学館 名著複刻〉、1976年6月。 - 大倉書店・服部書店刊（1905-1907）の複製。
- 夏目漱石『ザ・漱石』（増補新版）第三書館、1999年6月。ISBN 4-8074-9910-6。
  - 夏目漱石『ザ・漱石　全小説全二冊　グラスレス眼鏡無用』 下巻（大活字版）、第三書館、2006年4月。ISBN 4-8074-0601-9。

### オーディオブック（朗読）版
- 夏目漱石 著 「吾輩は猫である」、ことのは出版、ASIN B0019X3NFQ

## 派生作品、影響を受けた作品
本作を原作として1936年と1975年に映画化されている。（吾輩は猫である (映画)を参照のこと）
多くのパロディ小説も生まれた。『吾輩ハ鼠デアル』（1907年（明治40年）9月刊）、『我輩ハ小僧デアル』（1908年3月刊）などである。三島由紀夫も少年時代（中等科1年）に『我はいは蟻である』（1937年）という童話的な小品を書いており、「我はいは暗い暗い部屋の中で生れ出た。」という幼虫からの書き出しで始まり、変身前の自分を「うじ」と呼んで嫌う人間どもを「人間とは可笑しな動物」と言い、蛹から蟻になった「我はい」が重いビスケットを背負ってそれを舐めて美味しかったエピソードなどが描かれている。（「外部リンク」の「『吾輩は猫である』 パロディ」も参照）
2006年代には宮藤官九郎の脚本で昼帯テレビドラマ『吾輩は主婦である』がTBSで放送された。（これは"夏目漱石が乗り移った主婦"が繰り広げるホームコメディ、だったとのこと）
2019年には演出家ノゾエ征爾による『吾輩は猫である』が東京芸術祭2019で上演された（これは夏目漱石の作品を下敷きにしつつ、大胆に換骨奪胎し、総勢80名弱のキャストで新基軸の劇世界を作ったものとのこと）

## 映像化作品

### 映画
2度映画化された。1936年版と1975年版がある。

### テレビドラマ
山一名作劇場『吾輩は猫である』（日本テレビ）
放送日時：1958年5月27日 - 6月24日（30分×5回）
- 演出：安藤勇二
- 脚本：田村幸二
- 出演：斎藤達雄、三宅邦子、稲葉義男、舟橋元、山田美奈子、藤村有弘
- ナレーション：徳川夢声

『吾輩は猫である』（NHK）
放送日時：1963年1月1日（60分×1回）
関東地区における視聴率は40.2%を記録した（ビデオリサーチ調べ）。
- 脚本：キノトール
- 出演
  - 苦沙弥：森繁久彌
  - 細君：淡路恵子
  - 迷亭：三木のり平
  - 寒月：有島一郎
  - 鼻子：沢村貞子
  - 富子：横山道代
  - 泥棒：八波むと志
  - 籐十郎：多々良純
  - 女中：久里千春
  - 猫の声：渥美清

こども名作座『吾輩は猫である』（NHK）
放送日時：1963年3月24日
『ふたりは夫婦』第19回「わたくしは細君」～「吾輩は猫である」より～（フジテレビ）
放送日時：1975年2月17日（55分1回）
- 脚本：田中澄江
- 出演：八千草薫、長門裕之、篠田三郎、三谷昇

### テレビアニメ
日生ファミリースペシャル『吾輩は猫である』（1982年、フジテレビ系）
- 制作：フジテレビ、東映動画
- 製作：今田智憲
- 企画：栗山富郎(東映動画)、久保田栄一 (フジテレビ)
- 企画コーディネーター：大橋益之助 (大阪電通)
- 脚本：大原清秀
- 演出：りん・たろう
- 撮影：岡芹利明
- キャラクターデザイン：はるき悦巳（猫）、小松原一男（その他）
- 作画監督：小松原一男
- 美術監督：椋尾篁
- エンドロール猫スチール：本橋松二
- 出演者
  - 吾輩：山口良一
  - クロ：なべおさみ
  - マツ：向井真理子
  - チヨ：佐藤恵利
  - ベル：雨森雅司
  - ドン：柴田秀勝
  - 珍野苦沙弥：坂上二郎
  - 細君：増山江威子
  - 水島寒月：野沢那智
  - とん子：小林綾子
  - すん太：工藤彰吾
  - 春子：藤田淑子
  - 金田：財津一郎
  - 金田夫人：朝井良江
  - 三平：寺田誠
  - 小山：矢田耕司
  - 森：郷ひろみ（特別出演）
  - 青年：田中秀幸
  - 書生：塩屋浩三・塩屋翼
  - 婦人：恵比寿まさ子・山口奈々・宮崎恵子
- 主題歌・エンディング：上野博樹「ベストフレンド」　作詞 - 長田弘 / 作曲 - 森田公一 / 編曲 - 青木望
- 劇中音楽：ヴィヴァルディ「四季」より（演奏：パイヤール室内管弦楽団）

### フィルムコミック
- 日生ファミリースペシャル『吾輩は猫である』サンケイ出版名作コミックス（上・下）1982年8月5日

### まんが
- 『漫画 吾輩は猫である』夏目漱石作・近藤浩一路 漫画、1918年。漫画のみではなく、見開きの片面が原作をリライト・縮約した文章で、その対向ページが一コマ漫画になっている。復刊は岩波書店、2017年、ISBN 978-4003357927[74]。
- 『吾輩は猫である』夏目漱石 作・尾崎秀樹 監修・緒方都幸 漫画、旺文社〈旺文社名作まんがシリーズ A1〉、1985年。ISBN 4-01-023401-6。
- 『吾輩は猫である』夏目漱石 作・バラエティ・アートワークス 企画・漫画、イースト・プレス〈まんがで読破〉、2010年。ISBN 978-4-7816-0347-6。
- 『吾輩は猫である』夏目漱石 作・荒木浩之 漫画・杉本武脚色、スマートゲート、2021年。電子書籍。[75]

## その他
- オペラ『吾輩は猫である』- 曲・台本：林光（1998年2月21日初演／新国立劇場小劇場／こんにゃく座）[76]

- 宜志政信によるうちなー口翻訳　『吾んねー猫どぅやる』新報出版[77]、『吾んねー猫どぅやる　完結編』新星出版[78]

## 関連作品

### 小説
- 『それからの漱石の猫』（三四郎、1920年）[79] - 『吾輩は猫である』の続編。1997年に『續吾輩は猫である』のタイトルで復刊[80][81]
- 『贋作吾輩は猫である』（内田百閒、1950年） - 『吾輩は猫である』の続編。1906年に水がめに落っこちた漱石の猫が、這いあがるとそこは1943年だった。風流人たちが繰り広げる珍妙な会話を聞く[82][83]。
- 『「吾輩は猫である」殺人事件』（奥泉光、1996年）

### テレビドラマ
- 郷土の偉人シリーズ「夏目漱石 ～吾輩が愛した肥後の国より～」（テレビ熊本、2025年） - 熊本在住時代の夏目漱石を描いたドキュメンタリードラマ。全編を通して1匹の黒猫がナレーションを務め（声：中尾隆聖）、その第一声が「吾輩は猫である。名前はまだ無い」。また、劇中劇として『吾輩は猫である』のワンシーンが再現された[84]。

### アニメ
- アニメ『君の棲む街 ～文京編/早稲田編～』 - ショートアニメ（2分30秒）。監督・脚本：高松明子、キャスト：石川界人、早見沙織、制作：J.C.STAFF。擬人化された2人の猫の物語。両者がモノローグで『吾輩は猫である』と『舞姫』の一節を語る。2015年11月21日に開催された、森鴎外・夏目漱石ら文豪が暮らした街の魅力を発信する「文京・早稲田 文豪ウィーク」のオープニングイベントで公開された。